# كمال أمين
الفنان كمال أمين عوض هو فنان تشكيلي مصري ولد عام 1924 وتوفي عام 1979.
المراحل الدراسية
درس كمال أمين بمعهد فنون الكتاب في أوربينو - إيطاليا.
المعارض الخاصة
- اقام معارض خاصة لاعماله بمدينة اوربينو بإيطاليا عام 1945.
- معرض في باريس عام 1956.
- معرض بالقاهرة عامى 1957، 1978.
- معرض بالسويد اعوام 1966- 1969-1971-1976.

المعارض الجماعية الدولية
- المعرض الدولي للشباب بجوريتسيا بإيطاليا عام 1954.
- بينالى سان باولو عام 1962.
- معرض الفن المصري بباريس عام 1971.
- بينالى كراكوف الدولي ببولندا اعوام 1968، 1970، 1972، 1974.
- بينالى لوبوليانا الدولي بيوغسلافيا اعوام 1967،1961.
- بينالى فلورنسا الدولي بإيطاليا اعوام 1968، 1972، 1976.
- بينالى فرشن الدولي بألمانيا الغربية اعوام 1964، 1972، 1976، 1978.
- بينالى فينيسيا الدولي بإيطاليا اعوام 1960 ،1976.
- معرض الفن المصري 1972.
- المعرض الدولي للجرافيك المنياتير بالنرويج 1973.
- المعرض الدولي للفنون التشكيلية بإسبانيا عام 1973.
- معرض الفن المصري المعاصر بهولندا عام 1973.
- معرض الفن المصري باليابان عام 1974.
- المعرض المتجول للفن المصري بإيطاليا ويوغسلافيا والمجر.
- معرض الفنانين المصريين بموسكو والهند.

الجوائز المحلية
- جائزة الشرف والميدالية الذهبية في الجرافيك والزخرفة من المعرض الزراعى الصناعي عام 1949.
- جائزة الدولة في الفنون (فرع الجرافيك) وكانت تسمى (جائزة إسماعيل للفنون) عام 1951.
- جوائز الجرافيك الأول بمعارض صالون القاهرة اعوام 1958، 1960.
- جائزة عيد الثورة.
- الجائزة الأولى لمسابقة النحت البارز لمبنى محطة الأقصر عام 1960 مع قيامه بتنفيذ المشروع.
- الجائزة الأولى لمسابقة الموزيكو لمبنى محافظة بنى سويف عام 1965 مع قيامه بتنفيذ المشروع.
- الجائزة الثانية لمسابقة الافرسك لمبنى مجمع المحاكم.
- الجائزة الثالثة لمسابقة الافرسك لسنترال القاهرة.
- جائزة الدولة التشجيعية في الفنون (فرع الجرافيك) عام 1973.
- الجائزة الأولى لمسابقة 6 أكتوبر 1974.
- وسام العلوم من الطبقة الأولى عام 1974.

الجوائز الدولية
- جائزة المقتنيات بمعرض البينالى الدولي لحوض البحر الأبيض بالإسكندرية.
- جائزة الشرف من هيئة اليونسكو والمعرض الدولي للجرافيك ببولندا عام 1968.

مقتنيات رسمية
- متحف الفن المصري الحديث.[1]

1. ↑  السيرة الذاتية - قطاع الفنون التشكيلية نسخة محفوظة 18 أغسطس 2017 على موقع واي باك مشين.